# Live – Apocalypse
Live - Apocalypse – pierwszy album koncertowy polskiej grupy muzycznej Christ Agony. Wydawnictwo ukazało się 28 stycznia 2002 nakładem wytwórni muzycznej Apocalypse Productions. Nagrania zostały zarejestrowane w warszawskim klubie Proxima pod koniec 2000 roku. Materiał nie został poddany żadnej obróbce w studiu.

## Lista utworów
Opracowano na podstawie materiału źródłowego.
| Nr | Tytuł utworu             | Długość |
| -- | ------------------------ | ------- |
| 1. | „Sadness Of Immortality” | 08:05   |
| 2. | „Devilish Sad”           | 04:34   |
| 3. | „Eternal Desire”         | 03:39   |
| 4. | „Paganhorns”             | 06:46   |
| 5. | „Firey Torches”          | 04:09   |
| 6. | „Mephistospell”          | 07:27   |
| 7. | „Moonlight”              | 10:32   |
| 8. | „Prophetical Part III”   | 05:59   |
|    |                          | 51:11   |

## Twórcy
Opracowano na podstawie materiału źródłowego.
- Cezary "Cezar" Augustynowicz – gitara, śpiew
- Jarosław "Blackie" Mielczarek – gitara basowa, śpiew
- Przemysław "Thoarinus" Wojewoda – perkusja
- Marcin "G-Hatt" Banaszewski – gitara